# 鳥取市警察
鳥取市警察（とっとりしけいさつ）は、かつて存在した鳥取県鳥取市の自治体警察。

## 概要
従来の鳥取県警察部が解体され、1948年（昭和23年）3月7日に鳥取市警察署が設置された。1953年（昭和28年）7月に周辺の14村を合併し、駐在所を14ヶ所設けた。
1954年（昭和29年）に新警察法が公布された。これにより国家地方警察と自治体警察が廃止され、新たに都道府県警察として鳥取県警察本部が発足。鳥取市警察も鳥取県警察に統合され、姿を消した。